# RideLondon Classique 2017
5. edycja kobiecego wyścigu kolarskiego RideLondon Classique (poprzednie edycje pod nazwą RideLondon Grand Prix) odbyła się 29 lipca 2017 roku, w Londynie w Wielkiej Brytanii. Zwyciężczynią została Amerykanka Coryn Rivera, dla której było to już trzecie zwycięstwo w sezonie, wyprzedzając Finkę Lottę Lepistö oraz Niemkę Lisę Brennauer.
RideLondon Classique był piętnastym w sezonie wyścigiem cyklu UCI Women’s World Tour, będącym serią najbardziej prestiżowych zawodów kobiecego kolarstwa. Zorganizowany został dzień wcześniej niż wyścig jednodniowy mężczyzn – RideLondon-Surrey Classic.

## Wyniki
| M-ce | Imię i nazwisko     | Kraj              | Drużyna                            | Czas       |
| ---- | ------------------- | ----------------- | ---------------------------------- | ---------- |
| 1.   | Coryn Rivera        | Stany Zjednoczone | Team Sunweb                        | 1h 29' 03" |
| 2.   | Lotta Lepistö       | Finlandia         | Cervélo–Bigla                      | + 0"       |
| 3.   | Lisa Brennauer      | Niemcy            | Canyon–SRAM                        | + 0"       |
| 4.   | Marianne Vos        | Holandia          | WM3 Pro Cycling                    | + 0"       |
| 5.   | Kirsten Wild        | Holandia          | Cylance Pro Cycling                | + 0"       |
| 6.   | Jolien D’Hoore      | Belgia            | Wiggle High5                       | + 0"       |
| 7.   | Amalie Dideriksen   | Dania             | Boels-Dolmans                      | + 0"       |
| 8.   | Roxane Fournier     | Francja           | FDJ Nouvelle-Aquitaine Futuroscope | + 0"       |
| 9.   | Barbara Guarischi   | Włochy            | Canyon–SRAM                        | + 0"       |
| 10.  | Giorgia Bronzini    | Włochy            | Wiggle High5                       | + 0"       |
|      |                     |                   |                                    |            |
| 22.  | Eugenia Bujak       | Polska            | BTC City Ljubljana                 | + 0"       |
| 45.  | Katarzyna Pawłowska | Polska            | Boels-Dolmans                      | + 7"       |
| 73.  | Małgorzata Jasińska | Polska            | Cylance Pro Cycling                | + 21"      |